# Milestone (empresa)
Milestone Srl é uma desenvolvedora italiana de jogo eletrônicos com sede em Milão que se concentra em jogos de corrida. Foi fundada por Antonio Farina em 1994, originalmente sob o nome Graffiti, antes de se tornar Milestone em 1996. A Milestone fez parte do Leader Group entre 2002 e 2011, e em agosto de 2019, o estúdio foi adquirido pela Koch Media (hoje conhecido como Plaion).

## História
A Milestone foi fundada sob o nome Graffiti em 1994 por Antonio Farina. Sob a liderança contínua de Farina, Graffiti foi refundado como Milestone em 1996. No final de 2002, a Milestone tornou-se parte do Leader Group, uma empresa multifacetada de jogos eletrônicos. Por meio dessa transição, a Milestone tornou-se afiliada exclusivamente à editora interna do Leader Group, Lago.  No entanto, o estúdio mais tarde começou a cooperar com editores terceirizados novamente, pois considerava que tal movimento era do melhor interesse de todas as partes envolvidas. Sua posição como subsidiária também permitiu que eles crescessem e desenvolvessem vários jogos para várias plataformas simultaneamente; em outubro de 2007, o estúdio tinha 55 funcionários. Em janeiro de 2010, a Milestone tinha 80 funcionários, tornando-se a maior desenvolvedora de jogo eletrônicos da Itália.
Em 2011, a Milestone foi reestruturada como uma empresa independente, visando um maior crescimento, mantendo-se autossuficiente. Após ganhos baixos de 2,6 milhões €  em 2012, a Milestone parou de desenvolver jogos em regime de trabalho por aluguel e começou a publicar seus jogos por conta própria. Fruto desta estratégia, os lucros da empresa ascenderam a 28 milhões € até 2017. Em 14 de agosto de 2019, a empresa de mídia Koch Media celebrou um acordo para adquirir integralmente a Milestone e toda a sua propriedade intelectual por 44,9 milhões € pagos em dinheiro. A aquisição foi concluída mais tarde naquele dia. Antes disso, a Milestone era de propriedade integral de sua CEO, Luisa Bixio, que continuou liderando a empresa após a aquisição. Tornou-se um estúdio para o selo Deep Silver da Koch Media. Na época, a Milestone empregava 200 pessoas.
Bem entre 2017 e 2018, ocorre também a mudança do motor gráfico, passando do software proprietário para o Unreal Engine 4 da Epic Games. Outra importante licença foi adquirida nos últimos anos, quando Monster Energy Supercross - The Official Videogame, o jogo eletrônico oficial do campeonato americano AMA Supercross, foi lançado em 2018.
Em 14 de agosto de 2019, foi anunciada a venda da empresa pela família proprietária para a alemã Koch Media, por sua vez controlada pela THQ Nordic.
Em 25 de fevereiro de 2021, a Milestone, em colaboração com a Mattel, anuncia Hot Wheels Unleashed, o videogame oficial da conhecida marca de brinquedos.

## Jogos desenvolvidos

### Como Graffiti
| Ano  | Título       | Plataforma(s)                       |
| ---- | ------------ | ----------------------------------- |
| 1994 | Super Loopz  | Super Nintendo Entertainment System |
| 1995 | Iron Assault | MS-DOS                              |
| 1995 | Screamer     | MS-DOS                              |

### Como Milestone
| Ano  | Título                                              | Plataforma(s)                                                                             |
| ---- | --------------------------------------------------- | ----------------------------------------------------------------------------------------- |
| 1996 | Screamer 2                                          | MS-DOS                                                                                    |
| 1997 | Screamer Rally                                      | MS-DOS, Windows                                                                           |
| 1999 | Superbike World Championship                        | Windows                                                                                   |
| 2000 | Superbike 2000                                      | Windows, PlayStation                                                                      |
| 2000 | Superbike 2001                                      | Windows                                                                                   |
| 2003 | Racing Evoluzione                                   | Xbox                                                                                      |
| 2003 | L'eredità                                           | Windows, PlayStation 2                                                                    |
| 2005 | Alfa Romeo Racing Italiano                          | Windows, PlayStation 2, Xbox                                                              |
| 2005 | The X Factor Sing                                   | Windows, PlayStation 2                                                                    |
| 2006 | Australian Idol Sing                                | PlayStation 2                                                                             |
| 2006 | Corvette Evolution GT                               | Windows, PlayStation 2                                                                    |
| 2006 | Super-bikes Riding Challenge                        | Windows, PlayStation 2                                                                    |
| 2006 | Suzuki Super-Bikes II: Riding Challenge             | Nintendo DS, PlayStation 2                                                                |
| 2007 | MotoGP 07                                           | PlayStation 2                                                                             |
| 2007 | SBK-07: Superbike World Championship                | PlayStation 2, PlayStation 3, PlayStation Portable                                        |
| 2007 | Super PickUps                                       | PlayStation 2, Wii                                                                        |
| 2008 | MotoGP 08                                           | Windows, PlayStation 2, PlayStation 3, PlayStation Portable, Wii, Xbox 360                |
| 2008 | SBK-08: Superbike World Championship                | Windows, PlayStation 2, PlayStation 3, PlayStation Portable, Xbox 360                     |
| 2009 | SBK-09: Superbike World Championship                | Windows, PlayStation 2, PlayStation 3, PlayStation Portable, Xbox 360                     |
| 2009 | Superstars V8 Racing                                | Windows, PlayStation 3, Xbox 360                                                          |
| 2010 | SBK X: Superbike World Championship                 | Windows, PlayStation 3, Xbox 360                                                          |
| 2010 | Superstars V8: Next Challenge                       | Windows, PlayStation 3, Xbox 360                                                          |
| 2010 | WRC FIA World Rally Championship                    | Windows, PlayStation 3, Xbox 360                                                          |
| 2011 | SBK 2011: FIM Superbike World Championship          | Windows, PlayStation 3, Xbox 360                                                          |
| 2011 | WRC 2: FIA World Rally Championship                 | Windows, PlayStation 3, Xbox 360                                                          |
| 2012 | MUD: FIM Motocross World Championship               | Windows, PlayStation 3, PlayStation Vita, Xbox 360                                        |
| 2012 | SBK Generations                                     | Windows, PlayStation 3, Xbox 360                                                          |
| 2012 | WRC 3: FIA World Rally Championship                 | Windows, PlayStation 3, PlayStation Vita, Xbox 360                                        |
| 2013 | MotoGP 13                                           | Windows, PlayStation 3, PlayStation Vita, Xbox 360                                        |
| 2013 | WRC 4: FIA World Rally Championship                 | Windows, PlayStation 3, PlayStation Vita, Xbox 360                                        |
| 2013 | WRC Powerslide                                      | Windows, PlayStation 3, Xbox 360                                                          |
| 2013 | WRC Shakedown Edition                               | iOS                                                                                       |
| 2014 | MotoGP 14                                           | Windows, PlayStation 3, PlayStation 4, PlayStation Vita, Xbox 360                         |
| 2014 | MXGP: The Official Motocross Videogame              | Windows, PlayStation 3, PlayStation 4, PlayStation Vita, Xbox 360                         |
| 2015 | Karate Master 2: Knock Down Blow                    | Windows                                                                                   |
| 2015 | MotoGP 15                                           | Windows, PlayStation 3, PlayStation 4, Xbox 360, Xbox One                                 |
| 2015 | Ride                                                | Windows, PlayStation 3, PlayStation 4, Xbox 360, Xbox One                                 |
| 2016 | Ducati: 90th Anniversary                            | Windows, PlayStation 4, Xbox One                                                          |
| 2016 | MXGP2: The Official Motocross Videogame             | Windows, PlayStation 4, Xbox One                                                          |
| 2016 | Sébastien Loeb Rally EVO                            | Windows, PlayStation 4, Xbox One                                                          |
| 2016 | Valentino Rossi: The Game                           | Windows, PlayStation 4, Xbox One                                                          |
| 2017 | MotoGP 17                                           | Windows, PlayStation 4, Xbox One                                                          |
| 2017 | MXGP3: The Official Motocross Videogame             | Windows, Nintendo Switch, PlayStation 4, Xbox One                                         |
| 2017 | Ride 2                                              | Windows, PlayStation 4, Xbox One                                                          |
| 2018 | Gravel                                              | Windows, PlayStation 4, Xbox One                                                          |
| 2018 | Monster Energy Supercross: The Official Videogame   | Windows, Nintendo Switch, PlayStation 4, Xbox One                                         |
| 2018 | MotoGP 18                                           | Windows, Nintendo Switch, PlayStation 4, Xbox One                                         |
| 2018 | MXGP: Pro                                           | Windows, PlayStation 4, Xbox One                                                          |
| 2018 | Ghostly Matter                                      | Windows                                                                                   |
| 2018 | Ride 3                                              | Windows, PlayStation 4, Xbox One                                                          |
| 2019 | Monster Energy Supercross 2: The Official Videogame | Windows, Nintendo Switch, PlayStation 4, Xbox One                                         |
| 2019 | MotoGP 19                                           | Windows, Nintendo Switch, PlayStation 4, Xbox One                                         |
| 2019 | MXGP 2019                                           | Windows, PlayStation 4, Xbox One                                                          |
| 2020 | Monster Energy Supercross 3: The Official Videogame | Windows, Nintendo Switch, PlayStation 4, Stadia, Xbox One                                 |
| 2020 | MotoGP 20                                           | Windows, Nintendo Switch, PlayStation 4, Stadia, Xbox One                                 |
| 2020 | Ride 4                                              | Windows, PlayStation 4, PlayStation 5, Xbox One, Xbox Series X/S                          |
| 2020 | MXGP 2020                                           | Windows, PlayStation 4, PlayStation 5, Xbox One, Xbox Series X/S                          |
| 2021 | Monster Energy Supercross: The Official Videogame 4 | Windows, PlayStation 4, PlayStation 5, Xbox One, Xbox Series X/S, Stadia                  |
| 2021 | MotoGP 21                                           | Windows, Nintendo Switch, PlayStation 4, PlayStation 5, Xbox One, Xbox Series X/S, Stadia |
| 2021 | Hot Wheels Unleashed                                | Windows, Nintendo Switch, PlayStation 4, PlayStation 5, Xbox One, Xbox Series X/S         |
| 2021 | MXGP 2021                                           | Windows, PlayStation 4, PlayStation 5, Xbox One, Xbox Series X/S                          |
| 2022 | Monster Energy Supercross: The Official Videogame 5 | Windows, PlayStation 4, PlayStation 5, Xbox One, Xbox Series X/S                          |
| 2022 | MotoGP 22                                           | Windows, Nintendo Switch, PlayStation 4, PlayStation 5, Xbox One, Xbox Series X/S         |
| 2022 | SBK 22                                              | Windows, PlayStation 4, PlayStation 5, Xbox One, Xbox Series X/S                          |

### Títulos cancelados
| Título                               | Plataforma(s)                     |
| ------------------------------------ | --------------------------------- |
| FX Racing                            | Game Cube, Windows, PlayStation 2 |
| Lamborghini FX                       | Windows, PlayStation 2, Xbox      |
| SBK-07: Superbike World Championship | Windows, Xbox 360                 |
| SBK-08: Superbike World Championship | Nintendo DS, Wii                  |